# Marie Jeřábková
Marie Jeřábková, dívčím příjmením Šťulíková (1941 – 25. února 2018 ve věku 76 let) byla jednou ze dvou osob, které jediné přežily vyhlazení obce Ležáky. Druhou přeživší je její starší sestra Jarmila.
Po vyhlazení obce Ležáky se Marie (v roce 1943) ujala rodina Kurta a Herthy Alscherových z Poznaně, kteří byli bezdětní. Postupně se však stěhovali do dalších míst. V nové rodině dostala jméno Rosemarie. Během srpna 1946 se ale vrátila zpět do Československa a tím ztratila s Alscherovými navždy kontakt. Československý stát pro obě sestry Šťulíkovy ve Včelákově, ležícím nedaleko původních Ležáků, nechalo prostřednictvím Společnosti pro obnovu Lidic zbudovat domy. Navíc si nad oběma sestrami vzal patronát mostecký Důl Ležáky, jehož pracovníci posílali děvčatům bicykl nebo jim umožňovali pobyty v podnikovém rekreačním zařízení. Obě sestry studovaly na pedagogické škole v Litomyšli.
Po druhé světové válce se provdala za Karla Jeřábka, který ale během sedmdesátých let 20. století zahynul při dopravní nehodě. Marie Jeřábková byla matkou dvou synů. Když v roce 2018 zesnula, konal se její pohřeb 1. března 2018 v Hlinsku.
Na počest zemřelé Marie Jeřábkové byla 12. října 2018 v Ležákách za přítomnosti jejího syna, dále Martiny Lehmannové, tehdejší ředitelky Památníku Lidice, či historika Eduarda Stehlíka slavnostně vysazena jabloň nesoucí jméno zesnulé.